# サンディエゴ郡 (カリフォルニア州)

カリフォルニア州内の位置

サンディエゴ郡（San Diego County）は、アメリカ合衆国カリフォルニア州南部にある郡である。西は太平洋、南はアメリカ=メキシコ国境に接している。人口は329万8634人（2020年） で、州内ではロサンゼルス郡に次いで2番目に多い。郡庁所在地はサンディエゴである。

## 歴史
1542年、探検家フアン・ロドリゲス・カブリリョが足を踏み入れた。
1769年、カトリックのフランシスコ会が入植し、伝道所（Mission San Diego de Alcalá）を創設した。
1821年、メキシコ領となった。
1848年、アメリカ領となった。
1850年、サンディエゴ郡が創設。

## 地理
アメリカ合衆国統計局によると、この郡は総面積11,721 km2 (4,526 mi2) である。このうち10,878 km2 (4,200 mi2) が陸地で843 km2 (326 mi2) が水域である。総面積の7.20%は水域となっている。

## 主な都市
- サンディエゴ（郡庁所在地）
- チュラビスタ
- オーシャンサイド
- エスコンディード
- カールスバッド
- エルカホン
- ビスタ
- サンマルコス
- エンシニータス
- ラメサ
- サンティー
- ナショナルシティ
- パウエイ

## 人口動静
2000年国勢調査で、この郡は人口2,813,833人、994,677世帯、及び663,449家族が暮らしている。人口密度は259/km2 (670/mi2) である。96/km2 (248/mi2) の平均的な密度に1,040,149軒の住宅が建っている。この郡の人種的な構成は白人66.52%、アフリカン・アメリカン5.74%、先住民0.86%、アジア8.88%、太平洋諸島系0.48%、その他の人種12.82%、及び混血4.69%である。ここの人口の26.69%はヒスパニックまたはラテン系である。
この郡内の住民は25.70%が18歳未満の未成年、18歳以上24歳以下が11.30%、25歳以上44歳以下が32.00%、45歳以上64歳以下が19.80%、及び65歳以上が11.20%にわたっている。中央値年齢は33歳である。女性100人ごとに対して男性は101.20人である。18歳以上の女性100人ごとに対して男性は99.70人である。
この郡の世帯ごとの平均的な収入は47,067米ドルであり、家族ごとの平均的な収入は53,438米ドルである。男性は36,952米ドルに対して女性は30,356米ドルの平均的な収入がある。この郡の一人当たりの収入 (per capita income) は22,926米ドルである。人口の12.40%及び家族の8.90%は貧困線以下である。全人口のうち18歳未満の16.50%及び65歳以上の6.80%は貧困線以下の生活を送っている。